# ۱-نفتالن‌استامید
۱-نفتالن‌استامید (به انگلیسی: 1-Naphthaleneacetamide) با فرمول شیمیایی C۱۲H۱۱NO یک ترکیب شیمیایی با شناسه پاب‌کم ۶۸۶۱ است. که جرم مولی آن ۱۸۵٫۲۲۲ g/mol می‌باشد. 